# クリスチャン・フェラス
クリスチャン・フェラス（Christian Ferras, 1933年6月17日 - 1982年9月14日）は、フランスのヴァイオリニスト。

## 生涯
ノール＝パ・ド・カレー地域圏パ＝ド＝カレー県のル・トゥケ・パリ・プラージュ出身。
父の手ほどきでヴァイオリンを始め、1941年にニース音楽院に入学しシャルル・ビステージに師事、1943年に室内楽とヴァイオリン演奏で首席となる。1944年にパリ音楽院に入学、1946年にアルベール・ヴォルフやポール・パレーの指揮するパドルー管弦楽団と共演して演奏家デビューを果たす。また、ジョルジュ・エネスコに師事しながら、しばしばともに演奏を行った。
スヘフェニンヘン国際コンクールにおいて優勝するが、この時の審査団にユーディ・メニューインがいた。1948年には、サル・ガヴォーにおいてアルテュール・オネゲルの《無伴奏ヴァイオリンソナタ》を初演、翌年のロン＝ティボー国際コンクールにおいて1位なしの2位を受賞した。室内楽演奏における名パートナーとして知られたピアニスト、ピエール・バルビゼと知り合ったのもこのコンクール会場においてであった。1950年には、ジャン＝ピエール・ランパルやジョルジュ・エネスコと共演して、バッハ作品の録音に参加した。1951年にカール・ベームに招かれ、ウィーン・フィルハーモニー管弦楽団と共演した頃から、フェラスの活動が本格的になり、日本や南米などでも演奏旅行を行った。その翌年には、クロード・パスカルの《ヴァイオリン・ソナタ》（バルビゼと共演）や、イワン・セメノフの《二重協奏曲》を初演し、1954年にはカール・シューリヒトの指揮でブラームスの《二重協奏曲》を録音している。
1959年には、アメリカでシャルル・ミュンシュの指揮により、ブラームスのヴァイオリン協奏曲を演奏し、その後にメニューインとバッハの《2つのヴァイオリンのための協奏曲》を録音、プラド国際音楽祭においてパブロ・カザルスやヴィルヘルム・ケンプとも共演した。1960年には、セルジュ・ニグのヴァイオリン協奏曲を初演している。
当時フェラスは、EMIに録音を行っており、バルビゼとの共演によるベートーヴェンのヴァイオリンソナタ集や、ベルクの《室内協奏曲》と《ヴァイオリン協奏曲》などの音源を残した。
1964年以降は、カラヤン指揮のベルリン・フィルハーモニー管弦楽団と共演して、ドイツ・グラモフォンから協奏曲のステレオ録音を行い、ブラームス、シベリウス、チャイコフスキー、ベートーヴェン、バッハの録音はとりわけ評価されている。その後もドイツ・グラモフォンにおいて、バルビゼとの共演により、ブラームス、シューマン、フランク、ルクーのヴァイオリンソナタを録音した。ジャン＝クロード・アンブロジーニの伴奏により、小品集の録音も残している。
1975年には、その功績によってパリ音楽院より表彰されたが、健康の不調を理由に、公的な活動からは退くようになる（フェラスの病的な飲酒癖はつとに知られており、周囲からは、演奏活動の極度のストレスから来るものとみなされていた。またうつ病にも苦しんでいた）。1982年3月9日にアラン・ルフェーヴルのピアノで、ついで5月6日にバルビゼのピアノによってパリ楽壇に復帰し、8月25日にヴィシーでも演奏会を行った。しかしこれがフェラスの最後の公演となる。それから3週間後の9月14日に自宅アパートの10階から投身自殺した。